# Bernhard Philipp Droysen
Bernhard Philipp Droysen (* 29. Dezember 1722 in Dersekow; † 19. Juni 1786) war ein deutscher evangelisch-lutherischer Geistlicher.

## Leben
Bernhard Philipp Droysen war der älteste Sohn des Dersekower Pastors Dionysius Caspar Droysen. Ab 1740 studierte er in Greifswald Theologie, wo er einige Jahre später unter Balthasar und Overkamp disputierte. Danach ging er nach Halle zu Baumgarten. 
Zurückgekehrt nach Greifswald wurde er 1750 zum Dr. theol. promoviert. Als Privatdozent las er Logik und Metaphysik und gab Unterricht im Hebräischen. 
Von 1755 bis 1762 verwaltete er an der Nikolaikirche in Stralsund das Diakonat und Frühpredigeramt. Von 1762 bis 1786 hatte er dann das Archidiakonat inne.
Der Mathematiker und Astronom Johann Friedrich Droysen war sein Neffe.

## Schriften
- De beatitudine futuri seculi.
- De peccato et poena Ismaelis. Greifswald 1743